# Yoshihiro
Yoshihiro (jap. よしひろ, ヨシヒロ) – męskie imię japońskie.

## Znane osoby
- Yoshihiro Chiba (佳裕), japoński lekkoatleta, płotkarz
- Yoshihiro Kamegai (喜寛), japoński bokser
- Yoshihiro Nakamura (義洋), japoński reżyser filmowy
- Yoshihiro Natsuka (善寛), były japoński piłkarz
- Yoshihiro Nitta (佳浩), japoński niepełnosprawny biegacz narciarski i biathlonista
- Yoshihiro Satō (嘉洋), japoński kick-boxer wagi średniej
- Yoshihiro Tajiri (義博), japoński wrestler
- Yoshihiro Takahashi (義廣), japoński mangaka
- Yoshihiro Takayama (善廣), japoński zawodnik MMA oraz wrestler
- Yoshihiro Tatsumi (ヨシヒロ), japoński mangaka
- Yoshihiro Togashi (義博), japoński mangaka
- Yoshihiro Yasuda (好弘), jeden z najsłynniejszych japońskich adwokatów

## Fikcyjne postacie
- Yoshihiro Shimazu (義弘), bohater serii gier i anime Sengoku Basara